# キングギドラシリス
キングギドラシリス (Ramisyllis kingghidorahi) は、多毛綱シリス科の種の一つ。 
2022年1月、新潟県佐渡島沖の日本海に生息しており、Holotypeはカタカイメン属の海綿動物内に生息していることが発表された。

## 特徴
この種は、樹状と呼ばれる多軸分岐を示すセグメント化された円筒形のボディを持っている。すべての枝は同じような直径である。

## 発見
2019年10月1日、海洋生物学者の国際チームが、佐渡島の南端にある宿根木近くの海でカタカイメン属の海綿動物を採取した。
海綿動物の解剖と分析により、共生環形動物のキングギドラシリスのサンプルが得られ、さらなる研究のためにエタノール溶液に保存した。
キングギドラシリスは、体の非対称的な分岐を示す3番目に発見されたシリス科の環形動物である。

## 命名
この種の名前は、特撮映画『ゴジラシリーズ』に登場する怪獣のゴジラの宿敵である怪獣のキングギドラ（翼があり、3つの頭、2つの尾を持つ）にちなんで名付けられた。
キングギドラのキャラクターは、日本の神話や民間伝承に触発された映画プロデューサーの田中友幸によって作られた。